# Saint-Cirq-Souillaguet
Saint-Cirq-Souillaguet is een gemeente in het Franse departement Lot (regio Occitanie) en telt 143 inwoners (2004). De plaats maakt deel uit van het arrondissement Gourdon.

## Geografie
De oppervlakte van Saint-Cirq-Souillaguet bedraagt 8,4 km², de bevolkingsdichtheid is 17,0 inwoners per km².
De onderstaande kaart toont de ligging van Saint-Cirq-Souillaguet met de belangrijkste infrastructuur en aangrenzende gemeenten.

## Demografie
Onderstaande figuur toont het verloop van het inwonertal (bron: INSEE-tellingen).